# Otto Preminger
Otto Ludwig Preminger (Wiznitz, 5 de diciembre de 1905-Nueva York, 23 de abril de 1986) fue un director de cine estadounidense nacido en el Imperio austrohúngaro.
Es considerado uno de los primeros directores que quebrantaron la censura en los Estados Unidos, dado que en 1960 reclutó al guionista Dalton Trumbo, perseguido por el macarthismo (fue uno de los Diez de Hollywood), para escribir el guion de su película Éxodo.

## Biografía

### Primeros años
Otto Ludwig Preminger nació en Wiznitz, una ciudad al oeste de Czernowitz, en el norte de Bukovina, en lo que actualmente es Ucrania, por aquel entonces parte del Imperio Austrohúngaro. Fue hijo de Markus y de Josefa Preminger, de origen judío. El padre de Preminger había nacido en 1877 en Galitzia, en aquel tiempo parte de Polonia, y trabajó como fiscal general del Imperio y principal defensor de los intereses del emperador Francisco José I. Los Preminger tenían una vida estable y vivían junto a su segundo hijo Ingo.
Después del asesinato del archiduque Francisco Fernando en 1914, Markus Preminger y su familia huyeron hacia Graz, donde encontraría un trabajo seguro como fiscal. Por aquel entonces, Otto tenía nueve años y fue a una escuela de un profundo dogma católico. Después de un año en Graz, los Preminger se trasladarían a Viena, donde se le ofreció a Markus un importante cargo en la magistratura del imperio, pero que obtendría solo si se convertía al catolicismo. En un gesto de desafío, Markus lo rechazó, aunque conseguiría el cargo igualmente. En 1915, Markus llevó a toda su familia a Viena, la ciudad que Otto defendía como la ciudad que le había visto nacer. Aunque para entonces ya trabajaba para el emperador, la familia de Markus tenía una vida ciertamente modesta y con una actividad cultural que levantó la pasión del Otto de diez años. Normalmente acompañado por su abuelo, Otto hacía visitas regulares a Burgtheater en la Ringstrasse, donde se representaban una gran variedad de obras de teatro tanto clásicas como contemporáneas.

### Pasión para el teatro
La primera intención de Otto fue la de convertirse en actor. Con una voz ciertamente potente, ojos azules penetrantes y su cuerpo esbelto, no tardaría en integrarse en un pequeño grupo local de teatro. En sus primeros años, Otto fue capaz de recitar de memoria muchos de los grandes monólogos del repertorio clásico. El mayor éxito de Otto llegaría por la interpretación del papel de Marco Antonio de la obra shakespeariana de Julio César en la Biblioteca Nacional. Poco después, comenzaría a ser él mismo el que organizaría y produciría obras de teatro. Eso provocaría que cada día perdiera más y más horas de colegio. La caída de fortunas en Austria no afectó a los Preminger. Markus seguía en una posición privilegiada como burócrata y en 1916 trasladaría a la familia a un barrio más elegante. Aunque eran años de guerra, Otto (y pronto con su hermano Ingo) continuaron acudiendo a ver obras de teatro y conciertos, visitando museos aunque su comparecencia en el colegio fuera menos escasa.
Cuando la I Guerra Mundial llegó a su final, Markus creó su propio bufete de abogados. Markus instruyó a sus hijos en el sentido del deber y el respeto por aquellos puntos de vista que fueran diferentes a los suyos, lo que provocó en Otto e Ingo un fuerte sentido por la línea política más liberal. Por otro lado, Otto intentaba dedicarse en serio al mundo del teatro. Con 16 años, consiguió el papel de Lisandro de la producción Sueño de una noche de verano. En 1923, cuando tenía 17, Otto conocería al que sería su primer mentor, Max Reinhardt, un director teatral vienés que había establecido su base de operaciones en Berlín, y que anunció planes para establecer una compañía estable de teatro en Viena. El anuncio de Reinhardt fue visto por Otto como una señal del destino y comenzaría a escribir a Reinhardt semanalmente, para pedirle una audición. Después de unos pocos meses, Otto, completamente frustrado por no obtener información, dejó de enviar cartas. Poco después intentó entrevistarse en persona con el socio de Reinhardt, el Dr. Stefan Hock, hasta que consiguió la audición y finalmente sería aceptado.
Otto intentó explicar a su padre que la carrera de teatro no iba a ser incompatible con su deber en el colegio. Aunque era un estilo de vida, era lo que más amaba hacer pero, para obtener el beneplácito de su padre, Otto acabó el colegio y completó sus estudios de derecho en la Universidad de Viena. Una vez acabados los estudios, se dedicó en exclusiva a su puesto de aprendiz de Reinhardt. Ambos desarrollaron una relación muy especial de aprendiz y profesor. Cuando el teatro se hubo inaugurado, el 1 de abril de 1924, Otto apareció en la comedia de Carlo Goldoni El sirviente de dos señores. Su siguiente aparición sería junto a William Dieterle en El mercader de Venecia. Otros pupilos notables de Reinhardt fueron Mady Christians, y Nora Gregor, pero con quien tuvo más cercanía fue con Otto, al que consideraba un chico con múltiples habilidades. En él confió para hacerse cargo de la escuela de actores que creó en el teatro de Schöbrunn. Pero en el verano siguiente, Otto decidió alejarse de la sombra de Reinhardt y cambiar su foco de la interpretación a la dirección debido a su pérdida constante de cabello y su edad, ya más cercano a la treintena.

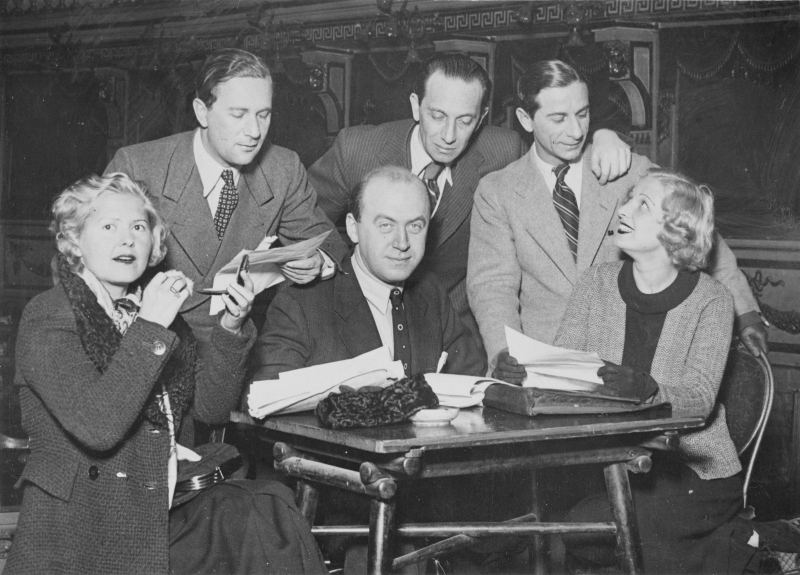
Foto de 1934 con Otto Preminger junto a Liane Haid, Rosy Barsony, Oskar Karlweis, Paul Abraham y Tibor Von Halmay.

Sus primeros intentos como director fueron en Aussig donde dirigiría obras eróticas como Lulu, y obras de Berlín como Roar China, de inspiración comunista. En 1930, una rica industrial de Graz se acercó al prometedor director para ofrecerle la dirección de una película llamada Die Grosse Liebe (The Great Lover). El inexperto Otto no sintió la misma pasión por el nuevo medio que por el teatro al principio, pero aceptó el encargo. La película se estrenó en el Teatro Imperial el 2 de diciembre de 1931, con admirables críticas y recaudación. Así, con este primer éxito, desde 1931-1935, Preminger dirigiría 26 películas, en las que actuaron futuras estrellas como Lili Darvas, Lilia Skala, Harry Horner, Oskar Karlweis, Albert Bassermann y Luise Rainer. En 1931 conoció a la que sería su primera esposa Marion Mill, con la que se casó el 3 de agosto de 1932 justo tres minutos después del divorcio de la mujer con su primer marido.

### El exilio a Hollywood
En abril de 1935, el nombre de Preminger comienza a ser conocido y recibe una oferta de un productor estadounidense llamado Joseph Schenck. En 1924 Schenck se había convertido en el presidente de United Artists, y en 1934 había fundado una nueva compañía llamada Twentieth Century. Dos años después (tan solo unos meses antes del encuentro con Preminger), Schenck se había aliado con Darryl F. Zanuck para fundar una nueva entidad: la Twentieth Century-Fox. En estos nuevos estudios, Zanuck trataba todas las producciones de las películas mientras que Schneck manejaba las finanzas. El dúo, ahora en las mismas condiciones que otros grandes estudios como Paramount y Metro-Goldwyn-Mayer, buscaba nuevos talentos. Así fue como Schenck tan solo necesitó media hora para convencer a Preminger para viajar a Los Ángeles.
Sam Spiegel, productor, acompañó a Preminger de Viena en tren hasta París, Otto cogió otro tren a Le Havre, donde se uniría con Gilbert Miller y su esposa, Kitty Miller, para embarcarse a Nueva York, en el Normandie. El Normandie llegó a Nueva York el 21 de octubre de 1935. Desde la llegada de Preminger a Hollywood, Schenck presentó a la pareja a la aristocracia de la industria cinematográfica como Irving Thalberg, Norma Shearer, Gary Cooper, Joan Crawford y Greta Garbo. Para Preminger, la fiesta más memorable fue en Pickfair Manor, la mansión de Mary Pickford en Beverly Hills, donde conoció a Charlie Chaplin. Por lo tanto, Preminger se adaptó rápidamente al star system de Hollywood.
El primer trabajo de Preminger fue dirigir una audición de Lawrence Tibbett, un cantante de ópera que Zanuck quería lanzar. Tibbett consiguió éxitos relativos para MGM en algunos musicales a principios de la década de los 30 y quería volver a los escenarios. Zanuck intentó convencer a Tibbett para volver a las películas con un generoso contrato. Preminger trabajó eficientemente, completando la película sin pasarse del presupuesto. La película abriría la serie de noticias en noviembre de 1936. Preminger produjo una buena sensación a Zanuck que no lo consideró un típico director a la europea. Zanuck le asignó su primera historia Nancy Steele Is Missing con la estrella Wallace Beery, que recientemente había ganado el Oscar al mejor actor con The Champ. Beery, de todas maneras, rechazó el trabajo diciendo que no iba a trabajar con un director cuyo nombre no sabía pronunciar. Así pues, Zanuck le dio a Preminger otro trabajo, una comedia de serie B llamado Danger - Love at Work. La actriz francesa Simone Simon encabezaba el reparto pero sería despedida por Zanuck, siendo reemplazada por Ann Sothern. El argumento cuenta la historia de un abogado que debe persuadir a ocho miembros de una excéntrica familia acomodada para dejar al abuelo en un asilo. El estreno se realizó en septiembre de 1937, obteniendo un éxito aceptable.
En noviembre de 1937, un emisario de Zanuck, Gregory Ratoff, le da a Preminger la noticia de que Zanuck lo ha escogido para dirigir Kidnapped, la producción más cara que había hecho el estudio hasta la fecha. Zanuck en persona había adaptado la novela de Robert Louis Stevenson, situada en las Highlands escoceses. Después de leer el script de Zanuck, Preminger sabía que tenía un problema: un director extranjero dirigiendo una adaptación extranjera. Durante el rodaje de Kidnapped, Preminger tuvo uno de los primeros ataques de rabia que lo caracterizaron en diferentes fases de su vida. Mientras estaba rodando, el jefe del estudio acusó al director de haber realizado cambios en una escena en la que aparecía el niño Freddie Bartholomew y un perro. Preminger intentó excusarse diciendo que la escena se había realizado tal y como estaba escrita. Zanuck insistió en que sabía cómo la había escrito; la confrontación fue subiendo de nivel y acabó con Preminger cerrando violentamente la puerta. Días después el nombre de Preminger había sido borrado y el realizador dejó de ir al estudio once meses antes de que finalizara su contrato con la productora.
Preminger buscó trabajo en otras compañías pero no recibió ofertas. Tan solo dos años después de su llegada a Hollywood, Preminger estaba sin empleo. Pero la oportunidad que pedía llegó en el teatro: en Broadway. Le encargan la producción de Outward Bound con Laurette Taylor y Vincent Price, My Dear Children con John y su esposa Elaine Barrymore, y Margin for Error, en la que el mismo Preminger interpreta a un malvado nazi. Una semana después del estreno de Margin, a Preminger se le ofrece un puesto de profesor en la Escuela de Arte Dramático de Yale. Preminger comienza a dar clases en Yale. Nunnally Johnson, un escritor impresionado por la interpretación de Preminger en Margin, le preguntó si estaría interesado en interpretar a otro nazi en un filme llamado The Pied Piper. Con la cuenta corriente en números rojos, Preminger aceptó el reto. El filme estaba producido por la Twentieth Century-Fox, el estudio que lo había despedido. Durante la ausencia de Zanuck, que se había alistado en el ejército después del ataque a Pearl Harbor, Preminger no esperaba acordarse de Hollywood. Después de recoger una considerable suma por su rentrée en el cine, Preminger estaba preparado para volver a New York cuando su agente le informó que Fox quería que reinterpretara su papel en la adaptación al cine de Margin for Error. El afamado director alemán Ernst Lubitsch sería el encargado de la película, mientras que Preminger aparecería junto a Joan Bennett y Milton Berle. La retirada de Lubitsch dio a Preminger la oportunidad de ganarse otra vez la confianza del estudio. William Goetz, que se responsabilizaba de los rodajes en ausencia de Zanuck, fue persuadido por Preminger.
Antes de nada, Preminger contrató al guionista Samuel Fuller para reescribir el guion. El estudio estuvo impresionado con el nuevo guion y así fue como se le ofreció a Preminger un nuevo contrato de siete años. Preminger completó la producción, que sería presentada en noviembre de 1942.
Antes del siguiente trabajo para la Fox, se le pidió a Preminger interpretar otro papel de nazi. En esta ocasión para aparecer en una comedia de Bob Hope llamada They Got Me Covered. Hope interpretaba a un reportero que descubre a un espía alemán en Washington. Preminger, un ávido lector, esperaba encontrar posibles proyectos ante la vuelta de Zanuck, uno de los cuales fue la novela de suspense de Vera Caspary Laura. Antes de que la producción de Laura empezara, Preminger obtuvo luz verde para dirigir Army Wives, una película de serie B de moralina para una nación en guerra, enseñando los sacrificios de las mujeres para enviar material a sus hombres que están en el frente. Lideraba el reparto Jeanne Crain, una actriz que buscaba un sitio en el star system y el veterano actor Eugene Pallette, interpretaba al padre de Crain. La relación no fue fácil y Otto recomendó furiosamente a Zanuck que la despidiera aunque sus escenas ya habían sido filmadas. Al final, Army Wives sería estrenada con el título de In the Meantime, Darling en septiembre de 1944, con un presupuesto de medio millón de dólares.

### Laura
Zanuck volvió de su servicio militar con su resquemor por Preminger todavía abierto. Aunque el director europeo no había olvidado, el productor no le dio permiso para dirigir Laura, tan solo le dio permiso para controlar la producción. El escogido por Zanuck para dirigirlo sería Rouben Mamoulian. Pero para disgusto de Preminger, Mamoulian empezó a reescribir el guion de Preminger y a ignorar sus consejos. Además, aunque Preminger no tenía reparos con la elección de Gene Tierney y Dana Andrews, entró en cólera con la elección de Waldo: Laird Cregar. Preminger explicó a Zanuck que el público identificaría a Cregar como el villano y más después de que Cregar interpretara a Jack el destripador en The Lodger. Preminger quería que el papel lo hiciera Clifton Webb. Aunque Zanuck no estaba muy convencido por el actor y por su declarada condición de homosexualidad, Preminger consiguió convencerlo después de hacer pruebas de cámara a Webb. La persuasión llegó incluso más allá, cuando Preminger consiguió que despidieran a Mamoulian.
Laura empezó a rodarse el 27 de abril de 1944, con un presupuesto de 849 000 dólares. La película fue un éxito de público y críticas, lo que le valió a Preminger su primera nominación a los Óscar. Clifton Webb lo consiguió en condición de mejor actor de reparto, Lyle Wheeler en el de mejor dirección artística y Joseph La Shelle ganaría en el apartado de mejor fotografía en blanco y negro. También catapultó a dos jóvenes y desconocidos actores como Gene Tierney y Dana Andrews a lo más alto del estrellato. El tema musical de David Raksin se convertiría en una de las sintonías más célebres de la historia de Hollywood, y sería cantado por astros como Frank Sinatra. La película trata de la voluntad de amar a alguien egoístamente, que se ajuste a los propios deseos: es un icono del cine negro.

### Proyectos frustrados
Preminger esperaba que el éxito de Laura le ayudaría a promocionarse y trabajar en mejores películas, pero su futuro profesional todavía estaba en manos de Darryl Zanuck. Pero como enemigos íntimos, sabían que tenían que trabajar juntos para llegar a buen puerto, así que Zanuck encargó a Preminger que se hiciera cargo de un proyecto de Ernst Lubitsch, que este había abandonado recientemente tras sufrir un infarto, de la obra La zarina (A Royal Scandal), un remake de una de las propias obras de Lubitsch en 1924 Forbidden Paradise, protagonizada por Pola Negri como Catalina la Grande. Antes de su ataque cardíaco, Lubitsch había empleado muchos meses en la preparación y en el reparto del filme. Preminger, que había conocido a Tallulah Bankhead antes de la invasión nazi de Austria, no podía tener a nadie mejor para el papel protagonista. Ambos compartían afinidades y también odios, en concreto hacia la otra protagonista femenina Anne Baxter. Baxter asumió que sus opiniones no encajaban en el set como cuando pidió si su abuelo, el arquitecto Frank Lloyd Wright, notorio republicano conservador y antisemita, podía visitar el rodaje, y que provocó la ira de Preminger y Bankhead. Cuando se acabó el rodaje, la película recibió críticas muy tibias y donde se veía claramente que no era un proyecto ideado de Preminger. Este fracaso supuso el fin de Bankhead como actriz, que no volvió a aparecer en el cine hasta veinte años después.
La siguiente película de Preminger fue Fallen Angel que era una vieja aspiración del director. En ella un hombre (Dana Andrews) acaba en un pueblo de California donde inicia un romance con una camarera. Pero cuando esa camarera aparece asesinada, el hombre se convierte en el principal sospechoso. Zanuck dio a Preminger la responsabilidad de convencer a Alice Faye, una estrella del musical, esperando que fuese la reaparición de Faye. Linda Darnell tuvo el papel de la propietaria dominante. A pesar de su estilo estético, Fallen Angel nunca llegó a los niveles visuales de Laura.
El siguiente filme de Preminger, Centennial Summer, sería el primero que pudo rodar en color. Con la intención de reproducir el éxito del musical de la MGM de 1944 Desfile de Pascua, Zanuck unió a Preminger con el famoso compositor de Broadway Jerome Kern. El musical explica la vida de dos hermanas de una clase trabajadora, que rivalizan por el mismo hombre. El reparto incluye Jeanne Crain y Linda Darnell como las hermanas, Cornel Wilde como el afortunado pretendido, y las veteranas estrellas Walter Brennan, Constance Bennett y Dorothy Gish.
La famosa novela de Kathleen Winsor Forever Amber, publicada en 1944, sería el siguiente encargo de Zanuck para Preminger. El director había leído el libro, no le había gustado y tenía en mente otro best seller, Daisy Kenyon. Zanuck lo convenció de que primero dirigiese Forever Amber diciéndole que se comprometía a financiarle Daisy Kenyon después. Ambiciosa se rodó en seis semanas, cuando Preminger substituyó a John Stahl. Zanuck llevaba gastados casi dos millones de dólares cuando Preminger decidió que el guion tenía que ser reescrito por completo y Peggy Cummins, la actriz principal, tenía que ser substituida, ya que le parecía una mera aficionada. Justo después de que se reescribiera el guion surgió otro desencuentro entre Zanuck y Preminger. El productor había escogido a Linda Darnell para substituir a Cummins, pero el realizador veía a la heroína como una rubia y creía necesario que fuese una rubia auténtica como Lana Turner, que tenía contrato con MGM. A pesar del escándalo de la película en los ámbitos católicos, Ambiciosa fue uno de los grandes éxitos de taquilla de la productora y de la filmografía de Preminger, que la consideró «una de las películas más caras que hice peor en mi vida».
A pesar de este éxito, Preminger se mantenía ocupado con guionistas para preparar sus dos proyectos futuros, Daisy Kenyon y The Dark Wood. Preminger estuvo preparado en trabajar en Daisy Kenyon. Joan Crawford protagonizaba la película como la editora de una revista que está inmersa en un triángulo amoroso: un abogado casado y pretencioso y un neurótico veterano de guerra. Crawford estaba entusiasmada con el papel y Preminger escogió a Dana Andrews y Henry Fonda para acabar el triángulo. La película tuvo un éxito moderado. Como dijo la revista Variety el filme era un "melodrama dirigido exclusivamente al mercado femenino".
Después del modesto éxito de Daisy Kenyon (1947), Preminger, un ávido trabajador, vio en el libro La dama del armiño como una oportunidad. Betty Grable fue elegida para interpretar a una condesa que seduce a un coronel húngaro a cargo de la ocupación del país, interpretado por Douglas Fairbanks, Jr.. La película era otro proyecto de Lubitsch, pero tras su repentina muerte en 1947, Preminger se hizo cargo de la dirección. La película fue otro éxito moderado y las críticas echaban en falta la visión de Ernst Lubitsch en la película.
El siguiente proyecto de Preminger fue un clásico, la adaptación de la obra de 1897 de Oscar Wilde El abanico de Lady Windermere. Entre la primavera y el verano de 1948 Otto escribió la película. Madeleine Carroll interpretó a Mrs. Erlynne, que intentaba salvar el matrimonio de su hija Lady Windermere (Jeanne Crain) de una ruinosa reputación. George Sanders y Martita Hunt completaban el reparto principal. Esta película fue una de las peores películas de la carrera de Preminger y un tremendo batacazo en taquilla.

## Filmografía
- 1932 Die Grosse Liebe
- 1936 Under Your Spell
- 1937 Amor en la oficina (Danger Love at Work)
- 1943 Margin for Error
- 1944 Laura
- 1944 In the Meantime, Darling
- 1945 La zarina (A Royal Scandal)
- 1945 ¿Ángel o diablo? (Fallen Angel)
- 1946 Centennial Summer
- 1947 Daisy Kenyon
- 1947 Ambiciosa (Forever Amber)
- 1948 La dama del armiño (That Lady in Ermine)
- 1949 Vorágine (Whirlpool)
- 1949 El abanico de Lady Windermere (The Fan)
- 1950 Al borde del peligro (Where the Sidewalk Ends)
- 1951 The Thirteenth Letter
- 1953 Cara de ángel (Angel Face)
- 1953 La luna es azul (The Moon Is Blue)
- 1953 Traidor en el infierno (Stalag 17) (como actor)
- 1954 River of No Return (Río sin retorno / Almas perdidas / Almas rebeldes)
- 1954 Carmen Jones
- 1955 El hombre del brazo de oro
- 1955 El proceso de Billy Mitchell (The Court Martial of Billy Mitchell)
- 1957 La dama de hierro (Saint Joan)
- 1958 Buenos días, tristeza
- 1959 Porgy y Bess (Porgy and Bess)
- 1959 Anatomía de un asesinato (Anatomy of a Murder)
- 1960 Éxodo (Exodus)
- 1962 Advise & Consent
- 1963 El cardenal (The Cardinal)
- 1965 Primera victoria (In Harm's Way)
- 1965 El rapto de Bunny Lake (Bunny Lake Is Missing)
- 1967 La noche deseada (Hurry Sundown)
- 1968 Skidoo
- 1970 Dime que me amas, Junie Moon (Tell Me That You Love Me, Junie Moon)
- 1971 Such Good Friends
- 1975 Operación Rosebud
- 1979 El factor humano (The Human Factor)

## Premios y distinciones
Premios Óscar
| Año  | Categoría      | Película                 | Resultado |
| ---- | -------------- | ------------------------ | --------- |
| 1945 | Mejor director | Laura                    | Nominado  |
| 1960 | Mejor película | Anatomía de un asesinato | Nominado  |
| 1964 | Mejor director | El cardenal              | Nominado  |

Festival Internacional de Cine de Berlín
| Año  | Categoría     | Película     | Resultado |
| ---- | ------------- | ------------ | --------- |
| 1955 | Oso de bronce | Carmen Jones | Ganador   |